# Керенский уезд
Керенский уезд — административно-территориальная единица Пензенской губернии, существовавшая в 1780—1925 годах. Уездный город — Керенск.

## Географическое положение
Уезд располагался на западе Пензенской губернии, граничил с Тамбовской губернией. Площадь уезда составляла в 1897 году 2 376,5 верст² (2 705 км²).

## История
Уезд образован в сентябре 1780 года в составе Пензенского наместничества в результате реформы Екатерины Великой. С 1796 года в составе Пензенской губернии.
В 1925 году Керенский уезд был упразднён, его территория вошла в состав Нижнеломовского уезда.

## Население
По данным переписи 1897 года в уезде проживало 106 091 чел. В том числе русские — 95,2%, татары - 4,6%. В городе Керенск проживало 4 004 чел.

## Административное деление
В 1890 году в состав уезда входило 20 волостей
| № п/п | Волость                  | Волостное правление        | Число селений | Население |
| ----- | ------------------------ | -------------------------- | ------------- | --------- |
| 1     | Архангельская            | с. Архангельское           | 9             | 4958      |
| 2     | Больше-Ижморская         | с. Большая Ижмора          | 3             | 9776      |
| 3     | Выборновская             | с. Выборновское            | 21            | 9520      |
| 4     | Дмитриево-Поливановская  | с. Дмитриево-Поливаново    | 2             | 1463      |
| 5     | Знаменская               | с. Знаменское              | 2             | 3707      |
| 6     | Кандеевская              | с. Кандеевское             | 2             | 3685      |
| 7     | Керенская                | сл. Богоявленская          | 7             | 8865      |
| 8     | Ключевская               | с. Ключевское              | 7             | 2485      |
| 9     | Котельская               | с. Котельское              | 12            | 6761      |
| 10    | Мало-Буртасская          | с. Мало-Буртаское          | 4             | 3899      |
| 11    | Николо-Китская           | с. Чернышевское            | 9             | 4917      |
| 12    | Пимбурская               | с. Русский Пимбур          | 9             | 3249      |
| 13    | Рахмановская             | с. Рахмановское            | 3             | 4079      |
| 14    | Ртищевская               | с. Ртищевское              | 7             | 3115      |
| 15    | Сергиевско-Поливановская | с. Сериевско-Поливановское | 13            | 3609      |
| 16    | Троицкая                 | с. Троицкое                | 2             | 2902      |
| 17    | Ушинская                 | с. Ушинское                | 4             | 6059      |
| 18    | Черкасская               | с. Черкасское              | 4             | 4600      |
| 19    | Шеинская                 | с. Шеинское                | 5             | 4660      |
| 20    | Ягановская               | с. Ягановское              | 9             | 3295      |

В 1913 году в уезде числилось 19 волостей: упразднены Дмитриево-Поливановская и Пимбурская волости, образована Шельдаисская волость (с. Шелдаис).

## Уездные предводители дворянства[4]
| Время службы | Фамилия, Имя, Отчество             | Должность/Чин            |
| ------------ | ---------------------------------- | ------------------------ |
| 1787-1790    | Дубасов Илья Матвеевич             | Поручик                  |
| 1790-1793    | Князь Енгалычев Иван Афанасьевич   | Премьер-майор            |
| 1793-1799    | Князь Манышев Матвей Данилович     | Подпоручик               |
| 1800-1803    |                                    |                          |
| 1804-1810    | Турчанинов Алексей Алексеевич      | Надворный советник       |
| 1810-1822    | Ранцев Роман Иванович              | Коллежский асессор       |
| 1822-1843    | Ранцев Алексей Иванович            | Коллежский секретарь     |
| 1843-1846    | Чубаров Павел Иванович             | Штабс-капитан артиллерии |
| 1846-1849    | Ранцев Алексей Иванович            | Коллежский секретарь     |
| 1849-1855    | Логвинов Христофор Петрович        | Подполковник             |
| 1855-1864    | Ранцев Пётр Алексеевич             | Штабс-ротмистр           |
| 1864-1867    | Астафьев Алексей Николаевич        | Генерал-лейтенант        |
| 1867-1873    | Логвинов Николай Христофорович     | Штабс-ротмистр           |
| 1873-1879    | Ильин Владимир Александрович       | Гвардии поручик          |
| 1879-1882    | Козлов Василий Александрович       | Статский советник        |
| 1882-1894    | Логвинов Николай Христофорович     | Штабс-ротмистр           |
| 1894-        | Барон Штейнгель Сергей Рудольфович | Губернский секретарь     |